# Phyllogeiton discolor
Espèce

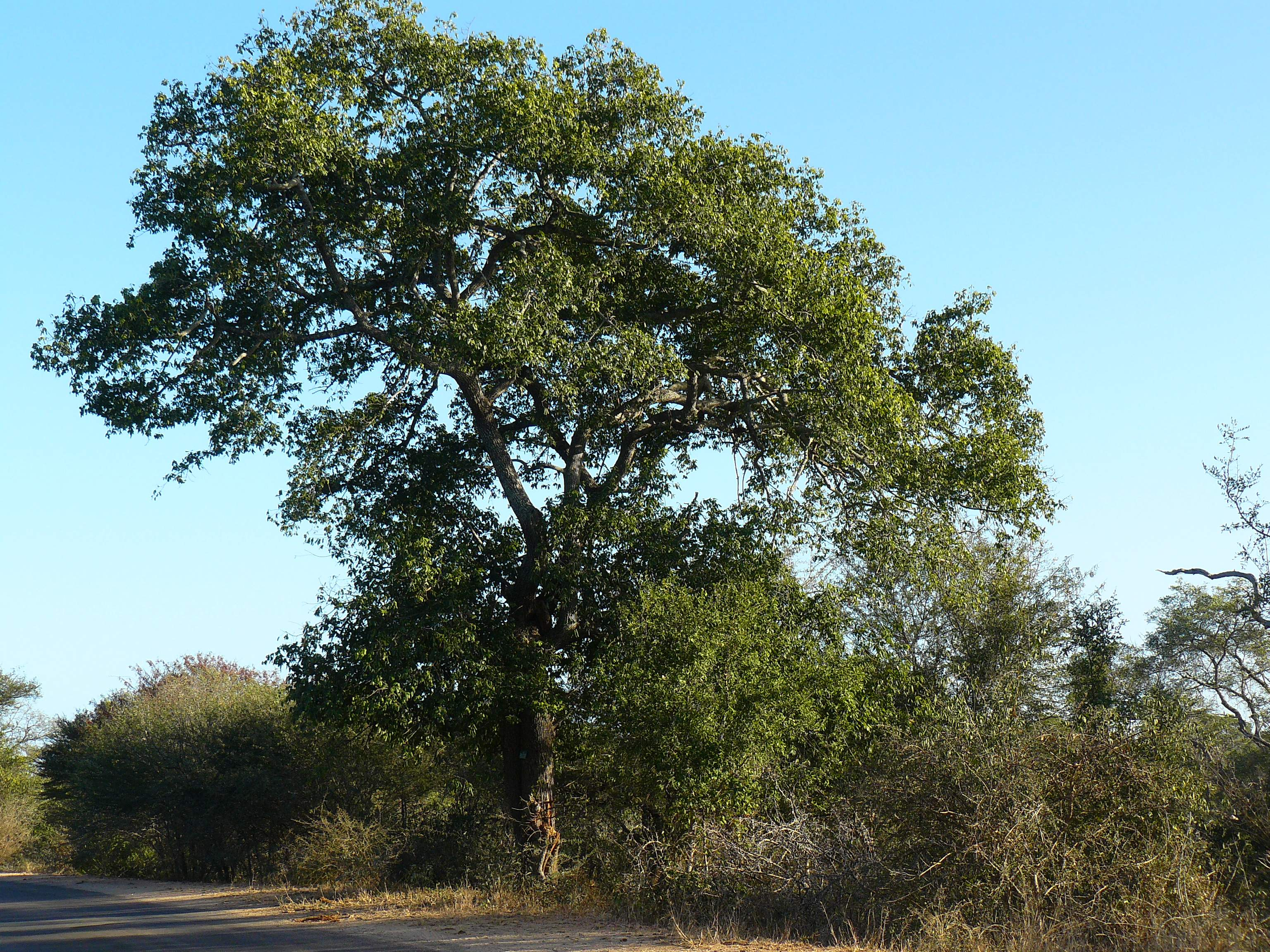
Phyllogeiton discolor dans le parc national Kruger (Afrique du Sud).

Phyllogeiton discolor est une espèce de plantes à fleurs de la famille des Rhamnaceae. C'est un arbre dont l'aire de répartition s'étend de l'Érythrée à l'Afrique du Sud, Madagascar, le sud-ouest de la péninsule Arabique.

## Description
Phyllogeiton discolor est un arbre à feuilles larges qui atteint 18 m de haut. Les fruits, qui ressemblent à des dattes, sont comestibles, avec une chair sucrée entourant une ou deux graines plates. 

## Écologie
Les feuilles sont mangées par les éléphants, les girafes et plusieurs antilopes, ainsi que par le bétail, de sorte que de nombreux arbres présentent aspect reconnaissable.

## Utilisations
Les fruits sont parfois vendus sur les marchés locaux, consommées frais ou séchés et pilés, puis ajoutés au millet perlé pour leur saveur sucrée. Les animaux tels que les singes, les babouins et les oiseaux les mangent également.
Le bois est dur et attrayant, il convient pour les meubles, le charbon de bois, les matériaux de construction, les ruches, l'artisanat et des objets tels que des manches d'outils et des pilons.
Phyllogeiton discolor est également utilisé comme colorant, fourrage, arbre ornemental et comme plante médicinale pour traiter plusieurs maladies et affections humaines et animales. Par exemple, le peuple Himba cuisine l'écorce contre les nausées et les diarrhées.

## Galerie

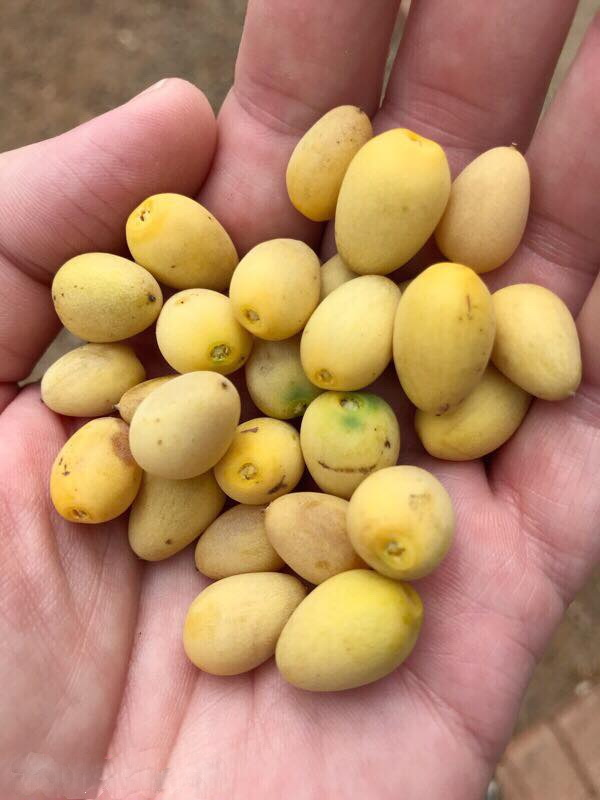
Fruits.
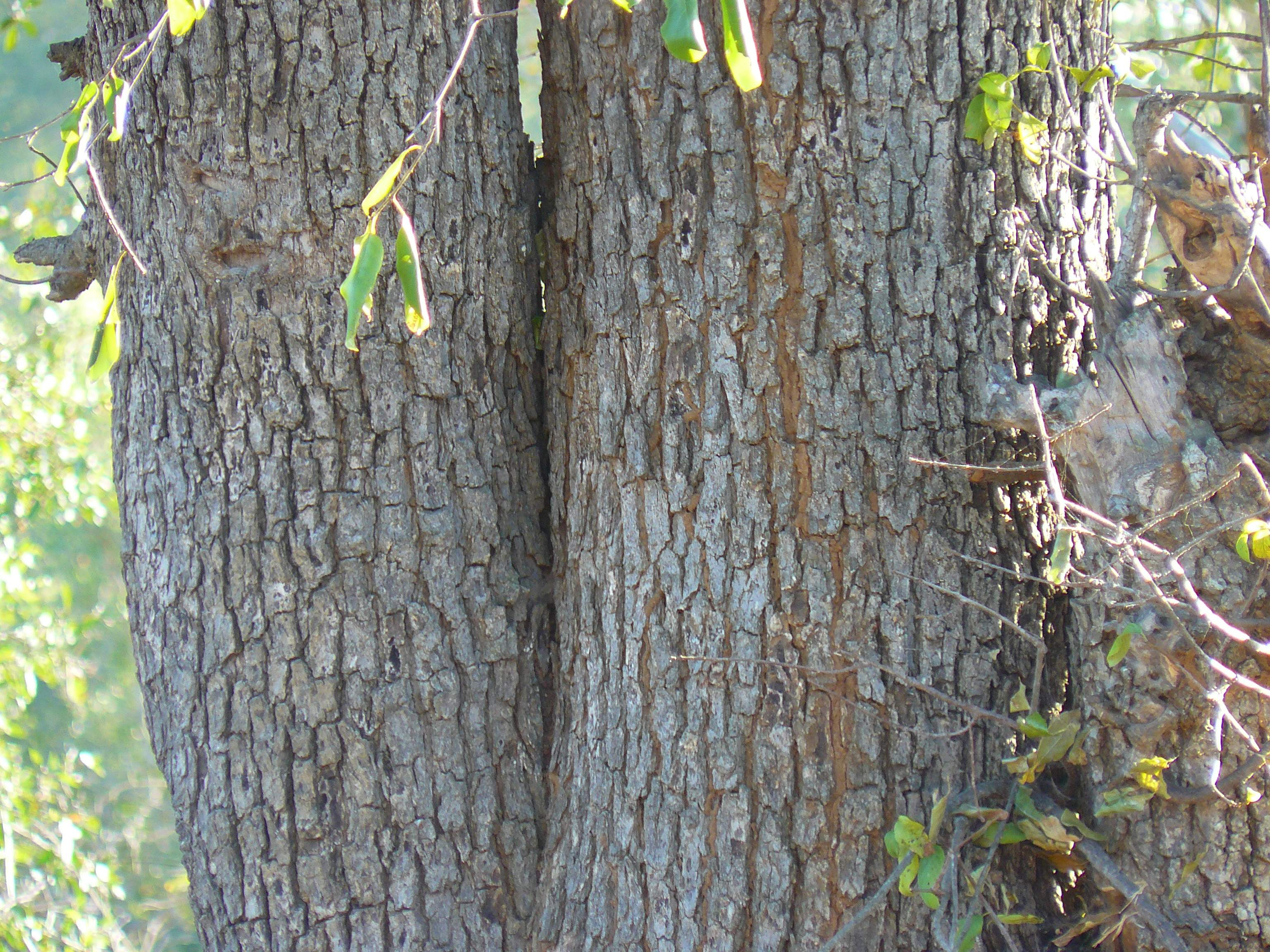
Écorce.
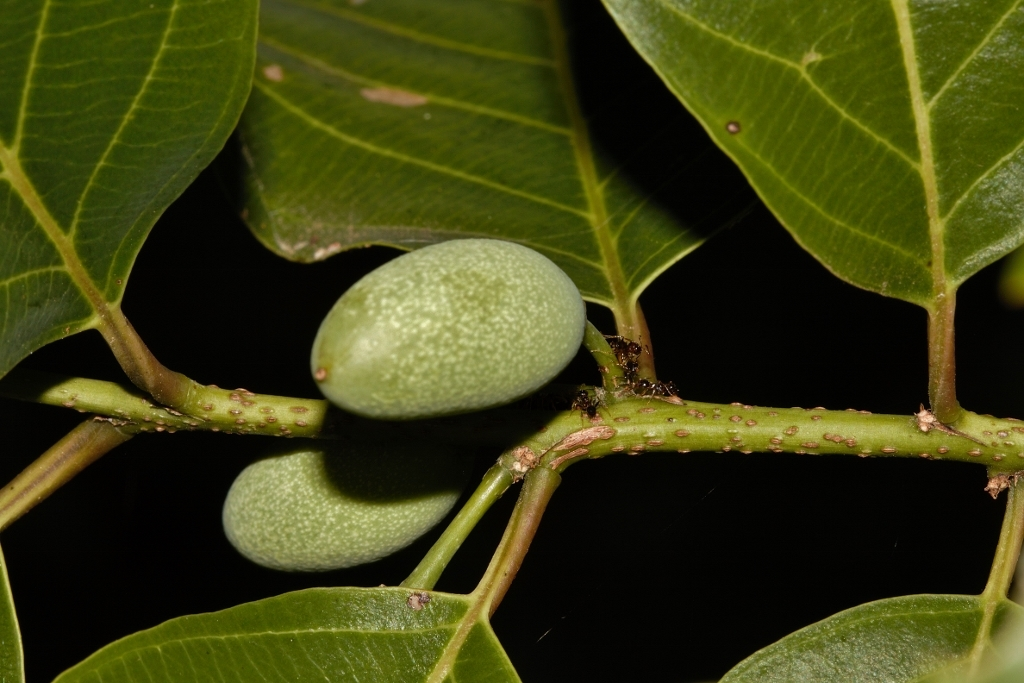
Feuilles et fruits mûrs.

## Systématique
Le nom correct complet (avec auteur) de ce taxon est Phyllogeiton discolor (Klotzsch) Herzog (d).
L'espèce a été initialement classée dans le genre Scutia sous le basionyme Scutia discolor Klotzsch.
Cet arbre est connu en anglais sous les noms de bird plum ou brown ivory.
Phyllogeiton discolor a pour synonymes :
- Adolia discolor (Klotzsch) Kuntze
- Araliorhamnus punctulata H.Perrier
- Araliorhamnus vaginata H.Perrier
- Berchemia discolor (Klotzsch) Hemsl.
- Scutia discolor Klotzsch